# Pilea tilarana
Pilea tilarana är en nässelväxtart som beskrevs av Burger. Pilea tilarana ingår i släktet pileor, och familjen nässelväxter. Inga underarter finns listade i Catalogue of Life.